# آشوب (فیلم ۱۹۹۱)
آشوب (به هندی: Kohraam) فیلمی محصول سال ۱۹۹۱ و به کارگردانی کوکو کوهلی است. در این فیلم بازیگرانی همچون درمندرا، چانکی پاندی، سونام، آمریش پوری، ساداشیو آمراپورکار، آنیل کاپور ایفای نقش کرده‌اند.